# Старовеличковська
Старовеличковська (рос. Старовеличковская) — станиця в Калінінському районі Краснодарського краю Російської Федерації. Адміністративний центр Старовеличковського сільського поселення.

## Географія
Станиця розташована у степовій зоні, на правому березі річки Понура, у двох км від південно-східної околиці районного центру — станиці Калінінської. Залізнична станція «Величківка» Північно-Кавказької Залізниці, яка знаходиться в межах станиці, розташована на лінії Тимашевськ — Слов'янськ-на-Кубані — Кримськ.

## Історія
Історія станиці веде свій початок від Величковського куреня війська Запорозького. Величковський курінь прибув на Кубань у 1792—1793 роках. Величковському куреню спочатку випав жереб селитися біля ріки Кубані, в семи верстах від Катеринодара. Кожен станичний отаман отримав план курінного селища з пояснювальною запискою. Кожне село поділялося на квартали по 16 дворів в кожному. Центральний квартал повністю відводився під церкву і церковну площу. Ширина вулиць у перерахунку на сучасні міри довжини становила понад 20 м. Кожен індивідуальний двір мав 85 м у довжину і 43 м в ширину. Тут вистачало місця і для хати, і для саду та городу.
Історія сучасного поселення станиці Старовеличковської починається з весни 1808 року, коли величковські козаки залишили своє прикордонне селище і заснували нове — Величковське курінне селище. Згідно зі статистичними даними за період 1809—1811 років у Величковське курінне село прибуло значне число переселенців, яких за переписом 1811 року налічувалося 814 осіб, з них 497 осіб чоловічої статі і 417 жіночої статі.
18 квітня 1820 року вийшов новий указ про переселення в Чорноморію до 25 тисяч душ чоловічої статі з Полтавської і Чернігівської губерній Малоросії. У Величковське курінне селище перша партія новоселів прибула 12 вересня 1821 роки (8 сімей з Полтавського повіту однойменної губернії). Через два тижні з Гадяцького повіту прибуло 60 сімей. 8 жовтня двома партіями з Кролевецького повіту Чернігівської губернії прибуло 60 сімей. 17 і 18 жовтня прибули ще дві партії переселенців з Полтавської губернії (з Переяславському повіту — 30 сімей, з Лубенського повіту — 52 сім'ї). 4 листопада були залишені на зимівлю в Величковському курінному селищі 25 сімей з Роменського повіту і дві сім'ї з Золотоніського.
1848 року проводилося третє і останнє поповнення населення Чорноморії запорозькими козаками. До Чорноморського козацького війська було направлено 2 тисячі осіб чоловічої статі. Порівну, 217 чоловіків і 217 жінок з числа переселенців осіли в Старовеличковській станиці.
9 червня 1827 року Військова канцелярія Чорноморського козацького війська упорядкувала питання про найменування курінних поселень, в результаті чого заснованому за 5 років до цього — у 1822 році — Новопонурському курінному селищу було присвоєно найменування Нововеличковське, а Величковське набуло найменування «курінне селище Старовеличковське».
З 1 липня 1842 року, коли було затверджено нове положення про Чорноморське козацьке військо за зразком положення про Військо Донське, курінні поселення стали називати станицями, таким чином, курінне поселення Старовеличковське 1842 року отримало статус станиці.

## Відомі особистості
- Анастасія Єщенко — аспірантка Санкт-Петербурзького державного університету, жертва резонансного вбивства, скоєного відомим російським істориком Олегом Соколовим.